# Chilské peso
Chilské peso (množné číslo pesos) je zákonným platidlem jihoamerického státu Chile. Jeho ISO 4217 kód je CLP. Jedna setina pesa se nazývá centavo, avšak mince o nejnižší nominální hodnotě je 10 pesos a žádné centavové mince se v oběhu nenacházejí. Název „peso“ má chilská měna společný s měnami několika dalších států, které bývaly španělskými koloniemi.

## Historický vývoj měn Chile

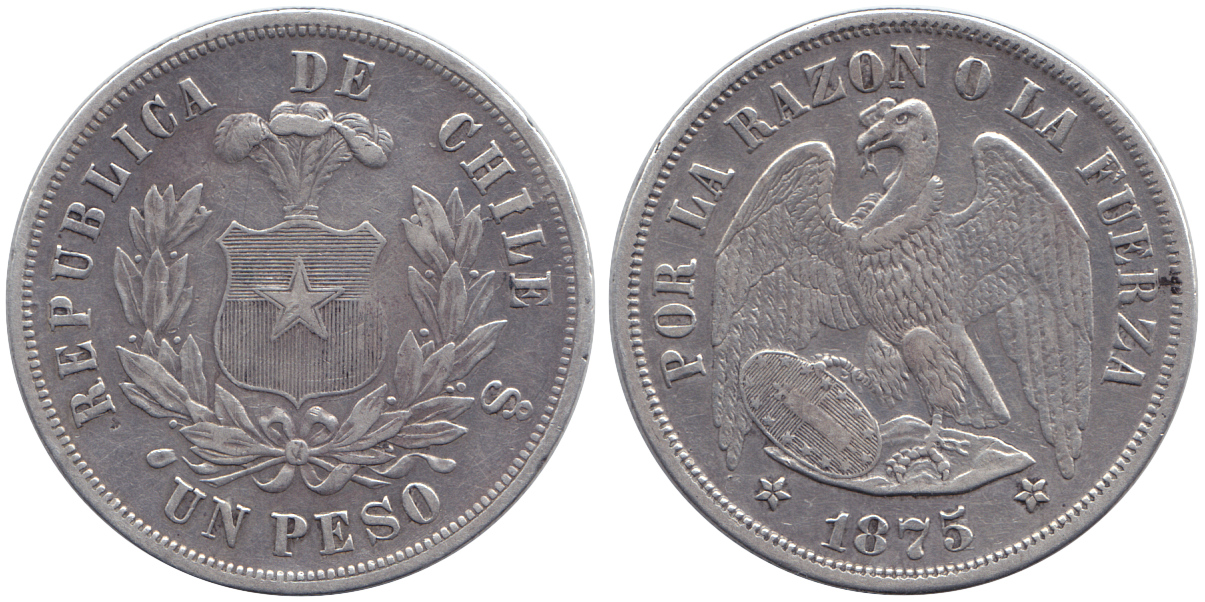
Stříbrné chilské peso z roku 1875

- Do roku 1851: během španělské nadvlády se používal španělský monetární systém, který tvořila escuda, pesa a realy. Po osamostatnění Chile (1817) se nadále používaly escuda, pesa a realy.
- 1851–1960: Chilská měna opustila původní koloniální systém (escuda, pesa a realy) a začala se používat Desítková soustava: 1 peso = 100 centavos.
- 1960–1975: Pro vysokou inflaci bylo peso nahrazeno chilským escudem v poměru 1000 pesos = 1 escudo.
- 1975–dosud: Chilské peso je znovu zavedeno jako platidlo, vychází z escuda v poměru 1000 esdudos = 1 peso.

## Mince a bankovky
Mince mají nominální hodnoty 10, 50, 100 a 500 pesos. Bankovky jsou tisknuty v hodnotách 1000, 2000, 5000, 10000 a 20000 pesos.